# 마름모백삼십이면체
| T형 | C형 |

마름모백삼십이면체(마름모百三十二面體)는 면이 마름모 132개인 다면체이다. 정팔면체 대칭을 가지고 있다.

## 같이 보기
- 마름모십이면체
- 마름모삼십면체
- 마름모구십면체